# Fußballclub Berlin 1995-1996
Questa voce raccoglie le informazioni riguardanti il Fußballclub Berlin nelle competizioni ufficiali della stagione 1995-1996.

## Stagione
Nella stagione 1995-1996 il FC Berlino, allenato da Helmut Koch, Dr. Dieter Fuchs e Werner Voigt, concluse il campionato di Regionalliga Nordest al 13º posto.

## Rosa
| N. |                     | Ruolo | Calciatore            |
| -- | ------------------- | ----- | --------------------- |
| 1  | Germania (bandiera) | P     | Daniel Bartel         |
| 4  | Germania (bandiera) | D     | Mario Maek            |
| 6  | Germania (bandiera) | C     | Mario Kallnik         |
| 16 | Germania (bandiera) | C     | Thomas Dahlke         |
|    | Germania (bandiera) | P     | Markus Oster          |
|    | Germania (bandiera) | P     | Ingo Rentzsch         |
|    | Croazia (bandiera)  | D     | Mario Dzajic          |
|    | Germania (bandiera) | D     | Marco Höppner         |
|    | Germania (bandiera) | D     | Sebastian Laschkowski |
|    | Germania (bandiera) | D     | Roman Müller          |
|    | Germania (bandiera) | D     | Jens Reckmann         |
|    | Germania (bandiera) | C     | Heiko Brestrich       |
|    | Germania (bandiera) | C     | Danilo Kagischke      |

| N. |                     | Ruolo | Calciatore        |
| -- | ------------------- | ----- | ----------------- |
|    | Germania (bandiera) | C     | Mathias Lau       |
|    | Germania (bandiera) | C     | Daniel Petrowsky  |
|    | Germania (bandiera) | A     | Thoralf Arndt     |
|    | Germania (bandiera) | A     | Michael Franke    |
|    | Germania (bandiera) | A     | Marko Göllnitz    |
|    | Germania (bandiera) | A     | Raffael Lätsch    |
|    | Germania (bandiera) | A     | Timo Lesch        |
|    | Germania (bandiera) | A     | Sebastian Müller  |
|    | Germania (bandiera) | A     | Sven Ohly         |
|    | Russia (bandiera)   | A     | Mikhail Pronichev |
|    | Germania (bandiera) | A     | Ricardo Starp     |
|    | Germania (bandiera) | A     | Michael Steffen   |
|    | Germania (bandiera) | A     | Andre Wacker      |

## Organigramma societario
Area tecnica
- Allenatore: Werner Voigt
- Allenatore in seconda:
- Preparatore dei portieri:
- Preparatori atletici:
- Analisi video:

## Calciomercato

### Sessione estiva
| Acquisti | Acquisti     | Acquisti            | Acquisti |
| R.       | Nome         | da                  | Modalità |
| -------- | ------------ | ------------------- | -------- |
| D        | Roman Müller | SC Union 06 Berlino |          |
| A        | Mario Block  | Hannover 96         |          |
| D        | Mario Dzajic | Hertha Berlino II   |          |
| C        | Niels Mackel | TeBe Berlino        |          |
| D        | Mario Maek   | SC Union 06 Berlino |          |

| Cessioni | Cessioni        | Cessioni        | Cessioni |
| R.       | Nome            | a               | Modalità |
| -------- | --------------- | --------------- | -------- |
| A        | Stefan Rieger   | LFC Berlino     |          |
| P        | Dirk Dittrich   | Spandauer       |          |
| D        | Marcell Fensch  | Colonia         |          |
| C        | Michael Hennig  | Energie Cottbus |          |
| D        | Ronny Nikol     | Norimberga      |          |
| D        | Rayk Schröder   | Union Berlino   |          |
| D        | Björn Zavarko   | Spandauer       |          |
| C        | Jens-Uwe Zöphel | Energie Cottbus |          |

### Sessione invernale
| Acquisti | Acquisti | Acquisti | Acquisti |
| R.       | Nome     | da       | Modalità |
| -------- | -------- | -------- | -------- |

| Cessioni | Cessioni     | Cessioni     | Cessioni |
| R.       | Nome         | a            | Modalità |
| -------- | ------------ | ------------ | -------- |
| A        | Mario Block  | LFC Berlino  |          |
| C        | Niels Mackel | TeBe Berlino |          |

## Risultati

### Regionalliga

#### Girone di andata
| Arbitro: | Haupt |

|                                                         |           |  |
| Stern 60’ Dohrwardt 74’ Gezen 79’ König 86’ Erdogan 88’ | Marcatori |  |

| Arbitro: | Müller |

|                                                           |           |  |
| Steffen 53’, 68’ Dzajic 54’ Pronichev 58’ Mackel 72’, 78’ | Marcatori |  |

| Arbitro: | Wendorf |

|                             |           |  |
| Wiedemann 11’, 68’ Lenz 19’ | Marcatori |  |

| Berlino 16 agosto 1995, ore 18:30 CEST 4ª giornata | FC Berlino | 0 – 0 referto | Spandauer | Sportforum Hohenschönhausen (311 spett.)\| Arbitro: \| Augar \| |
| Arbitro:                                           | Augar      |               |           |                                                                 |

| Arbitro: | Keßler |

|                       |           |                                    |
| Wenzel 24’ Schade 87’ | Marcatori | 21’ Pronichev 27’ (rig.) Brestrich |

| Arbitro: | Reck |

|  |           |                                      |
|  | Marcatori | 41’ Kunze 51’ Lucic 55’, 59’ Schmidt |

| Arbitro: | Eßbach |

|                            |           |  |
| Irrgang 24’, 25’ Kubis 84’ | Marcatori |  |

| Arbitro: | Voigt |

|                              |           |                                            |
| Brestrich 4’ Mackel 80’, 83’ | Marcatori | 6’ Hoßmang 33’ Pasieka 45’ Hecht 59’ Lazic |

| Arbitro: | Kiefer |

|                    |           |                             |
| Danelia 81’ (rig.) | Marcatori | 46’ Pronichev 83’ Brestrich |

| Arbitro: | Haack |

|  |           |                                                |
|  | Marcatori | 21’ Adler 26’, 75’ Rusayev 39’ Gatti 41’ Aksoy |

| Arbitro: | Robel |

|                                    |           |               |
| Golovan 9’ Ziffert 36’ Thiemig 42’ | Marcatori | 18’ Pronichev |

| Arbitro: | Schößling |

|  |           |                        |
|  | Marcatori | 45’ Wehrmann 67’ Große |

| Arbitro: | Koop |

|               |           |                                        |
| Brestrich 66’ | Marcatori | 28’ Rehmer 50’ Frąckiewicz 70’ Küntzel |

| Arbitro: | Cyrklaff |

|                                        |           |                          |
| Wonneberger 30’, 51’, 69’ Kreibich 72’ | Marcatori | 26’ Pronichev 55’ Mackel |

| Arbitro: | Binkowski |

|            |           |  |
| Müller 88’ | Marcatori |  |

| Arbitro: | Bley |

|            |           |               |
| Meldau 37’ | Marcatori | 88’ Petrowsky |

| Berlino 2 dicembre 1995, ore 13:30 CET 17ª giornata | FC Berlino | 0 – 0 referto | Reinickendorfer Füchse | Sportforum Hohenschönhausen (205 spett.)\| Arbitro: \| Wagner \| |
| Arbitro:                                            | Wagner     |               |                        |                                                                  |

#### Girone di ritorno
| Arbitro: | Toschek |

|         |           |               |
| Ohly 2’ | Marcatori | 75’ Schiemann |

| Arbitro: | Weise |

|                            |           |            |
| Berndt 8’, 42’ Beutler 58’ | Marcatori | 43’ Dahlke |

| Arbitro: | Junghof |

|                         |           |           |
| Arndt 18’ Pronichev 32’ | Marcatori | 58’ Adigo |

| Arbitro: | Toschek |

|            |           |               |
| Zimmer 53’ | Marcatori | 40’ Brestrich |

| Arbitro: | Simon |

|                                                   |           |  |
| Arndt 35’ Pronichev 46’, 74’, 80’ (rig.) Maek 87’ | Marcatori |  |

| Arbitro: | Voigt |

|                         |           |                                               |
| Schmidt 26’ Ullmann 61’ | Marcatori | 31’ (aut.) Amadou 51’ (rig.), 59’ (rig.) Maek |

| Arbitro: | Kruse |

|                                          |           |                              |
| Reckmann 20’ Petrowsky 52’ Pronichev 70’ | Marcatori | 32’ Seifert 53’, 75’ Irrgang |

| Arbitro: | Weber |

|             |           |  |
| Schmidt 88’ | Marcatori |  |

| Arbitro: | Scheibel |

|                            |           |  |
| Pronichev 66’ Reckmann 70’ | Marcatori |  |

| Arbitro: | Richter |

|                     |           |  |
| Rusayev 47’ Isa 89’ | Marcatori |  |

| Arbitro: | Habermann |

|  |           |                                         |
|  | Marcatori | 53’ Kaiser 61’ Hammermüller 77’ Golovan |

| Arbitro: | Schößling |

|               |           |  |
| Hebestreit 6’ | Marcatori |  |

| Arbitro: | Augar |

|                                            |           |            |
| Patschinski 30’, 48’ Rehmer 50’ Czakon 56’ | Marcatori | 22’ Franke |

| Arbitro: | Heynemann |

|                                             |           |                      |
| Pronichev 37’, 80’ Müller 40’ Brestrich 57’ | Marcatori | 50’, 85’ Wonneberger |

| Arbitro: | Eßbach |

|                      |           |  |
| Kuhlow 13’, 53’, 86’ | Marcatori |  |

| Arbitro: | Matschulla |

|          |           |  |
| Maek 48’ | Marcatori |  |

| Arbitro: | Haupt |

|             |           |            |
| Steiner 32’ | Marcatori | 48’ Dahlke |

## Statistiche

### Statistiche di squadra
| Competizione         | Punti | In casa | In casa | In casa | In casa | In casa | In casa | In trasferta | In trasferta | In trasferta | In trasferta | In trasferta | In trasferta | Totale | Totale | Totale | Totale | Totale | Totale | DR  |
| Competizione         | Punti | G       | V       | N       | P       | Gf      | Gs      | G            | V            | N            | P            | Gf           | Gs           | G      | V      | N      | P      | Gf     | Gs     | DR  |
| -------------------- | ----- | ------- | ------- | ------- | ------- | ------- | ------- | ------------ | ------------ | ------------ | ------------ | ------------ | ------------ | ------ | ------ | ------ | ------ | ------ | ------ | --- |
| Regionalliga Nordest | 35    | 17      | 7       | 4       | 6       | 29      | 28      | 17           | 2            | 4            | 11           | 15           | 40           | 34     | 9      | 8      | 17     | 44     | 68     | -24 |
| Totale               | 35    | 17      | 7       | 4       | 6       | 29      | 28      | 17           | 2            | 4            | 11           | 15           | 40           | 34     | 9      | 8      | 17     | 44     | 68     | -24 |

### Andamento in campionato
| Giornata  | 1  | 2 | 3  | 4  | 5  | 6  | 7  | 8  | 9  | 10 | 11 | 12 | 13 | 14 | 15 | 16 | 17 | 18 | 19 | 20 | 21 | 22 | 23 | 24 | 25 | 26 | 27 | 28 | 29 | 30 | 31 | 32 | 33 | 34 |
| --------- | -- | - | -- | -- | -- | -- | -- | -- | -- | -- | -- | -- | -- | -- | -- | -- | -- | -- | -- | -- | -- | -- | -- | -- | -- | -- | -- | -- | -- | -- | -- | -- | -- | -- |
| Luogo     | T  | C | T  | C  | T  | C  | T  | C  | T  | C  | T  | C  | C  | T  | C  | T  | C  | C  | T  | C  | T  | C  | T  | C  | T  | C  | T  | C  | T  | T  | C  | T  | C  | T  |
| Risultato | P  | V | P  | N  | N  | P  | P  | P  | V  | P  | P  | P  | P  | P  | V  | N  | N  | N  | P  | V  | N  | V  | V  | N  | P  | V  | P  | P  | P  | P  | V  | P  | V  | N  |
| Posizione | 18 | 7 | 14 | 13 | 13 | 15 | 16 | 16 | 13 | 14 | 16 | 16 | 16 | 17 | 16 | 16 | 16 | 16 | 17 | 15 | 16 | 14 | 13 | 14 | 15 | 13 | 14 | 15 | 15 | 16 | 15 | 15 | 14 | 13 |

Legenda:

Luogo: C = Casa; T = Trasferta. Risultato: V = Vittoria; N = Pareggio; P = Sconfitta.

### Statistiche dei giocatori
| T. Arndt       | 21 | 2  | 5 | 0 |
| D. Bartel      | 27 | 0  | 0 | 0 |
| M. Block       | 1  | 0  | 0 | 0 |
| H. Brestrich   | 32 | 6  | 4 | 1 |
| T. Dahlke      | 15 | 2  | 1 | 0 |
| M. Dzajic      | 20 | 1  | 0 | 0 |
| M. Franke      | 26 | 1  | 2 | 0 |
| M. Göllnitz    | 9  | 0  | 0 | 0 |
| M. Höppner     | 12 | 0  | 0 | 0 |
| D. Kagischke   | 5  | 0  | 2 | 0 |
| M. Kallnik     | 32 | 0  | 1 | 1 |
| S. Laschkowski | 26 | 0  | 1 | 0 |
| M. Lau         | 23 | 0  | 1 | 0 |
| T. Lesch       | 4  | 0  | 0 | 0 |
| R. Lätsch      | 6  | 0  | 1 | 0 |
| N. Mackel      | 12 | 5  | 0 | 1 |
| M. Maek        | 16 | 4  | 8 | 1 |
| R. Müller      | 18 | 2  | 5 | 1 |
| S. Müller      | 0  | 0  | 0 | 0 |
| S. Ohly        | 8  | 1  | 0 | 0 |
| M. Oster       | 6  | 0  | 1 | 0 |
| D. Petrowsky   | 33 | 2  | 7 | 0 |
| M. Pronichev   | 34 | 13 | 9 | 1 |
| J. Reckmann    | 33 | 2  | 6 | 0 |
| I. Rentzsch    | 1  | 0  | 0 | 0 |
| S. Rieger      | 8  | 0  | 0 | 0 |
| R. Starp       | 7  | 0  | 0 | 0 |
| M. Steffen     | 10 | 2  | 3 | 1 |
| A. Wacker      | 1  | 0  | 0 | 0 |